# Beverly Matherne
(Beverly Matherne, da The Blues Cryin' )
Beverly Matherne (Louisiana, 15 marzo 1946) è una scrittrice statunitense.
Nata nella regione nota come Acadiana della Louisiana francese, lungo il fiume Mississippi, ad ovest di New Orleans, ha studiato Letteratura francese all'Università di Berkeley. Difende strenuamente l'uso della lingua francese in Louisiana ed è membro del CIEF (Consiglio Internazionale degli Studi Francofoni). Ha pubblicato le sue poesie in numerose riviste e in diversi libri di poesie bilingue, in Francese e in Inglese. È stata insignita di numerosi premi ed è docente all'Università del Northern Michigan. Beverly Matherne è una delle più apprezzate poetesse del movimento artistico letterario  Immagine & Poesia, fondato a Torino nel 2007, sotto le presidenza di Aeronwy Thomas, figlia del poeta inglese Dylan Thomas.

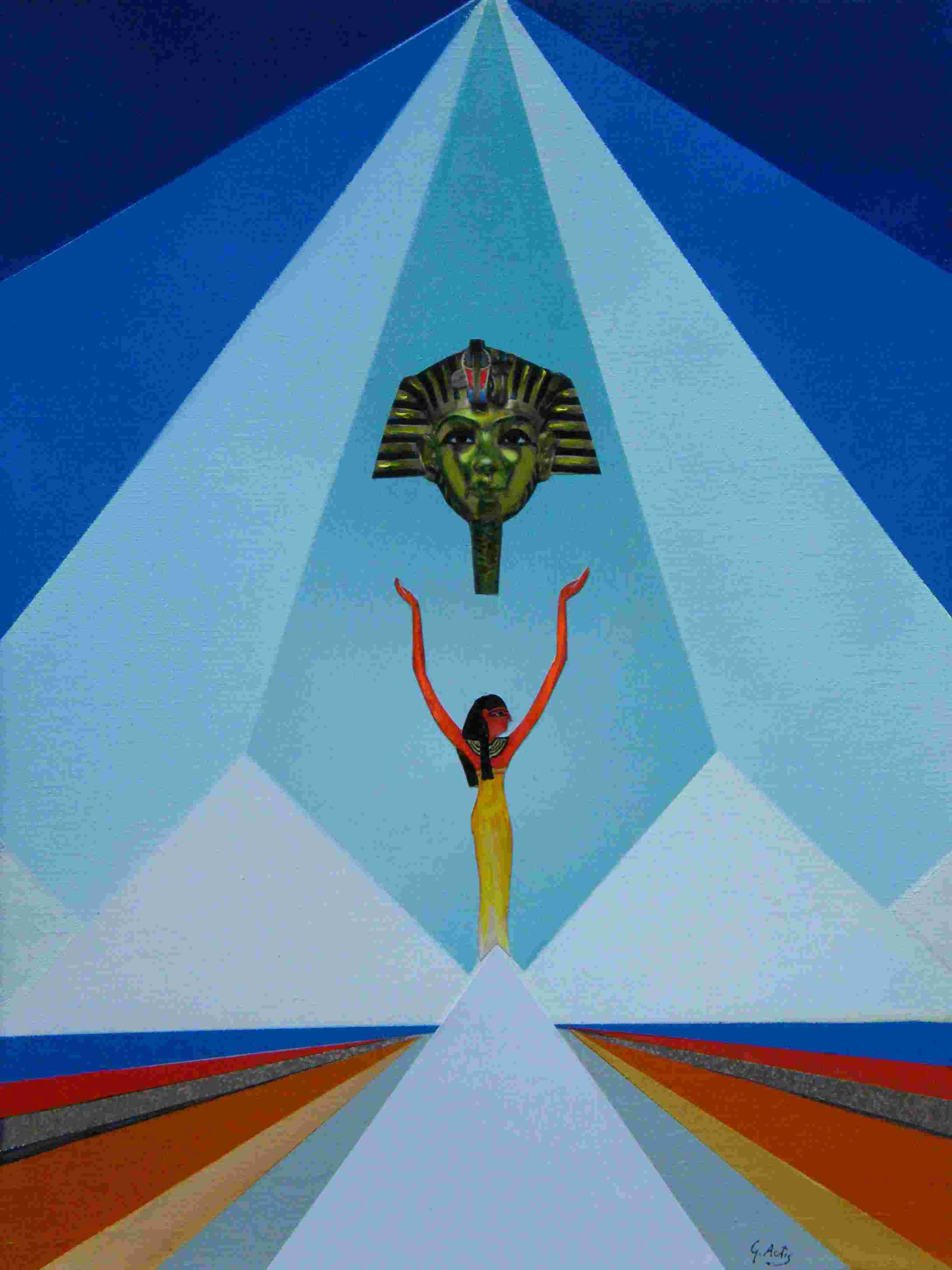
Omaggio alla poesia di Beverly Matherne The Blues Cryin', quadro di Gianpiero, Actis, Torino

## Pubblicazioni
- Images cadiennes (Cajun Images), (1994)
- Je me souviens de la Louisiane (I Remember Louisiana), 1994
- La Grande Pointe (Grand Point), (1995)
- Le blues braillant (The Blues Cryin), (1999)
- Lamothe-Cadillac:Sa jeunesse en France (Lamothe-Cadillac: His Early Days in France), (2009)
- Bayou Des Acadiens (Blind River), ~2016